# 新塘镇 (广州市)
新塘镇是中华人民共和国广东省广州市增城区下辖的一个镇，位于增城区南部。辖区总面积85.09平方公里，下辖14个社区32个行政村。总人口49.05万人，其中户籍人口12.8万人。2019年，新塘镇荣获中国百强乡镇第11名。

## 行政区划
2012年8月28日，广东省民政厅批复同意从新塘镇分设仙村镇和永宁街道办事处，新塘镇管辖原新塘镇的新康、汇美、新世界、东街、西街、水电二局、西宁、渔村、小迳、中街、卫山、沙浦、翡翠绿洲、顺欣等14个社区居民委员会和南安、南埔、新墩、西洲、东洲、白江、群星、新何、甘涌、坭紫、东华、新街、黄沙头、石下、瓜岭、大敦、田心、白石、上邵、塘美、官湖、瑶田、久裕、乌石、巷口、上岭、长巷、塘边、岗尾、三安、上基、官道等32个村民委员会，总面积85.09平方公里，2011年末户籍人口12.8万人，镇人民政府驻原新塘镇政府驻地。
现辖：
东街道社区、西街道社区、中街道社区、西宁社区、卫山社区、渔村社区、小迳社区、汇美社区、新康社区、省水电二局社区、新世界社区、沙埔社区、久裕村、南安村、南埔村、新墩村、西洲村、东洲村、白江村、坭紫村、新街村、黄沙头村、石下村、瓜岭村、大墩村、田心村、白石村、上邵村、塘美村、官湖村、瑶田村、群星村、新何村、甘涌村、东华村、乌石村、塘边村、岗尾村、官道村、上岭村、巷口村、长巷村、三安村和上基村。

## 交通

### 地铁
█13号线：沙村站、白江站、新塘站、官湖站、新沙站 

### 国铁
- 广深铁路、广汕高铁：新塘站
- 穗深城际铁路：新塘南站

## 新塘事件
2011年6月10日晚上九点多的时候，新塘治保会工作人员殴打一名摆地摊的孕妇，引来旁观者的不满，然而发生警民冲突，后来演变成为暴动。事发的第二日（6月11日），冲突进一步升级，广州市还调派了大量防暴警察和一辆装甲车到新塘戒备。根据网上微博的消息，事件发展到了第三日（6月12日）。当天夜晚，参加暴动的群众在107国道新塘路段焚烧了大概十几部车，当中有私人车和警车。在凌晨十二点十五分左右（6月13日），30部东风牌军车陆续进驻新塘维持秩序。更具统计当时大概有2700名军人。到了深夜凌晨的时候，当局宣布实施宵禁，整个镇进入紧急状态。6月14日，新塘市面大致恢复正常，企业、商店、酒楼食肆也都恢复营业，道路畅通。

## 相册

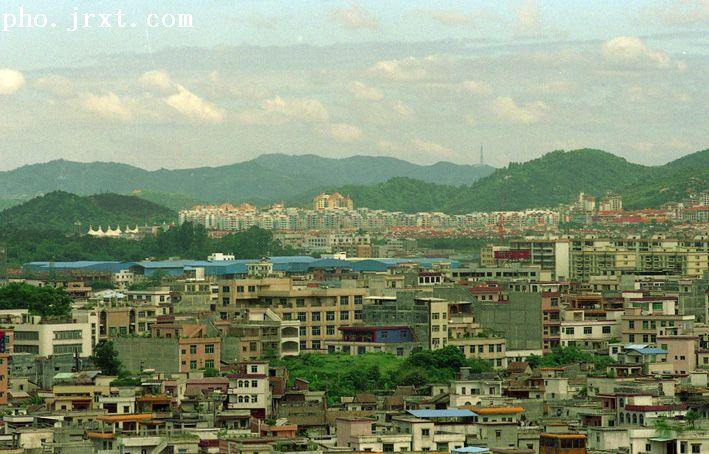
新塘镇风光
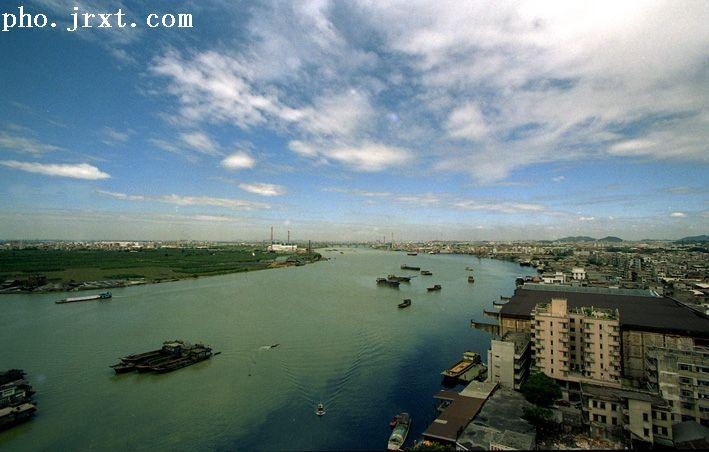
新塘镇风光
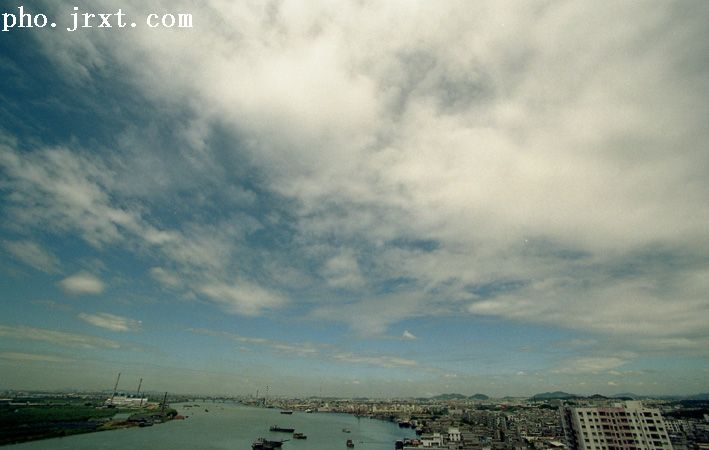
新塘镇风光
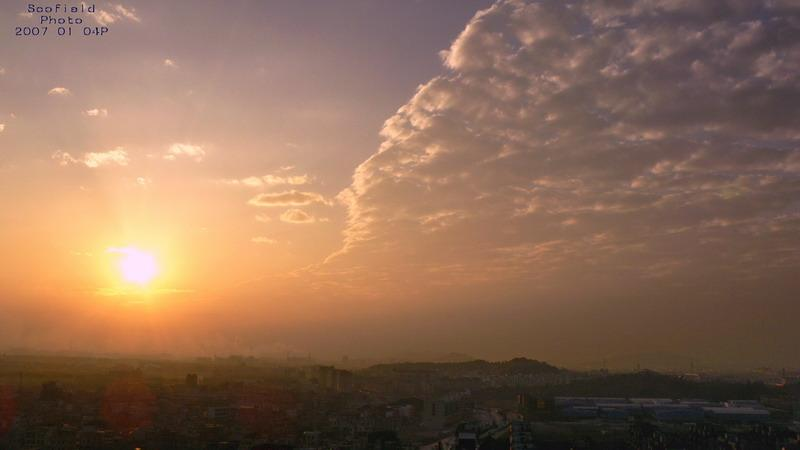
新塘镇风光
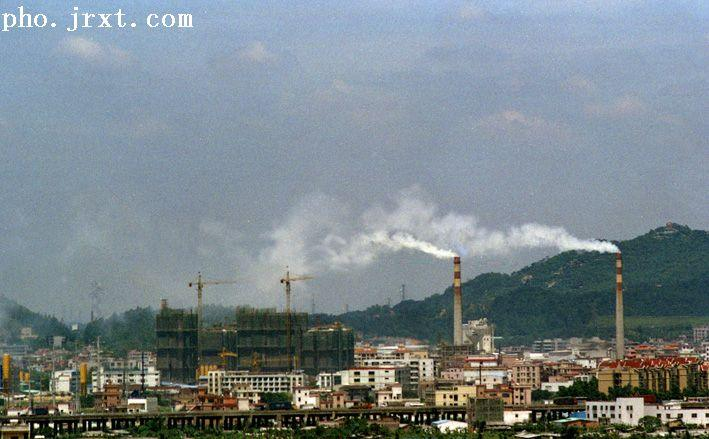
新塘镇风光
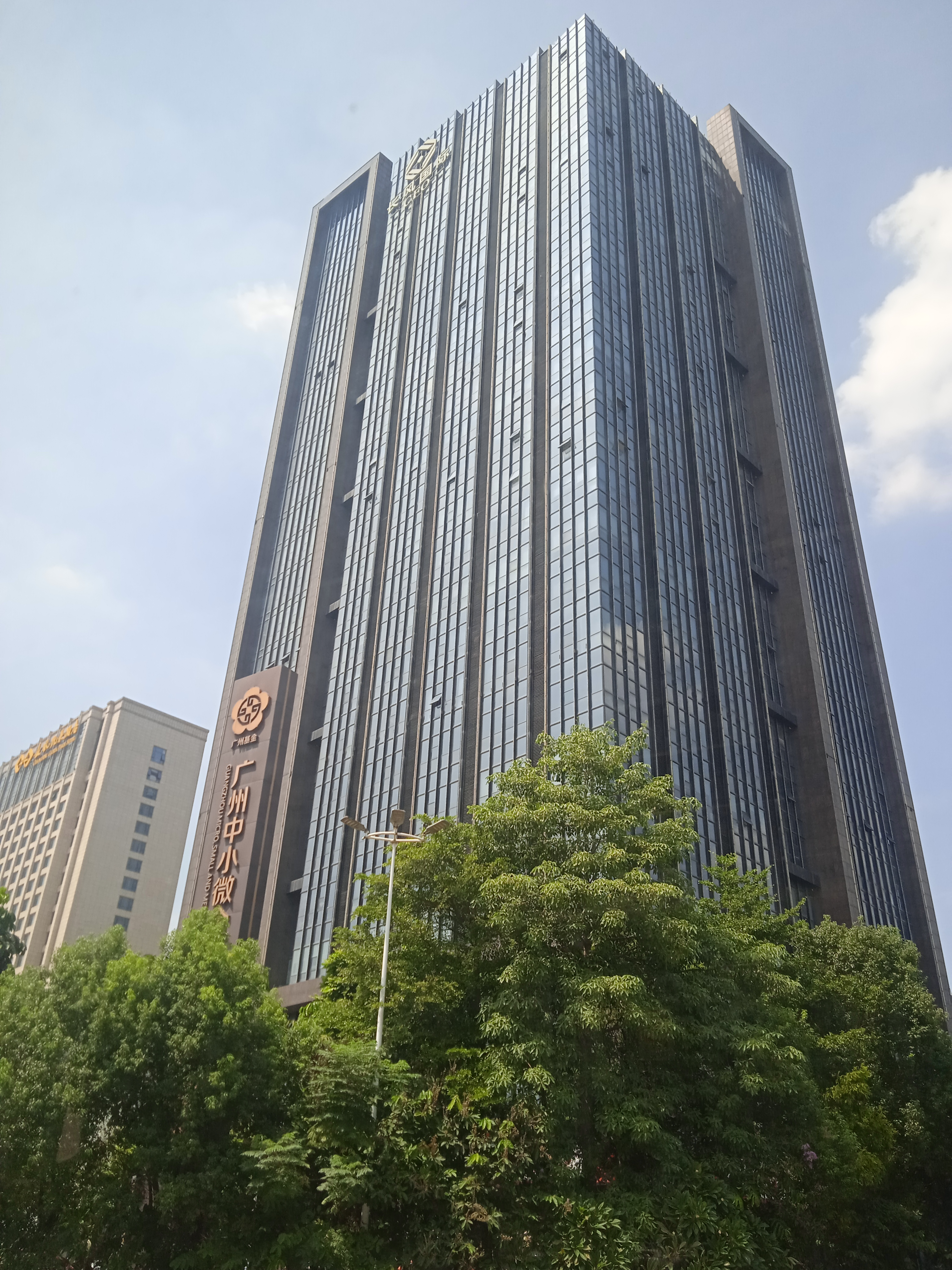
新塘镇长风国际大厦（写字楼）和长风凯莱酒店
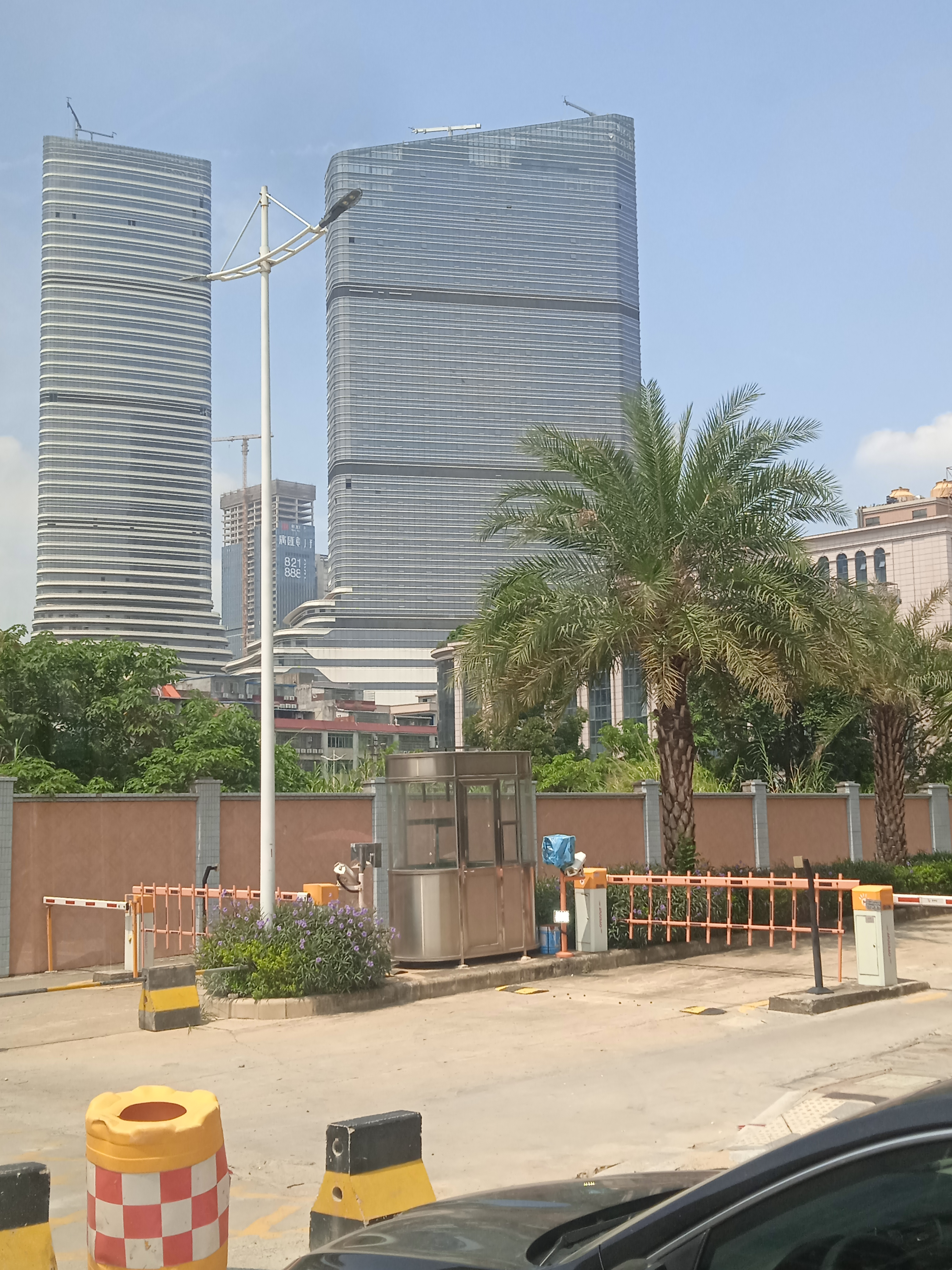
凯达尔枢纽国际广场和广汇新世界金融中心
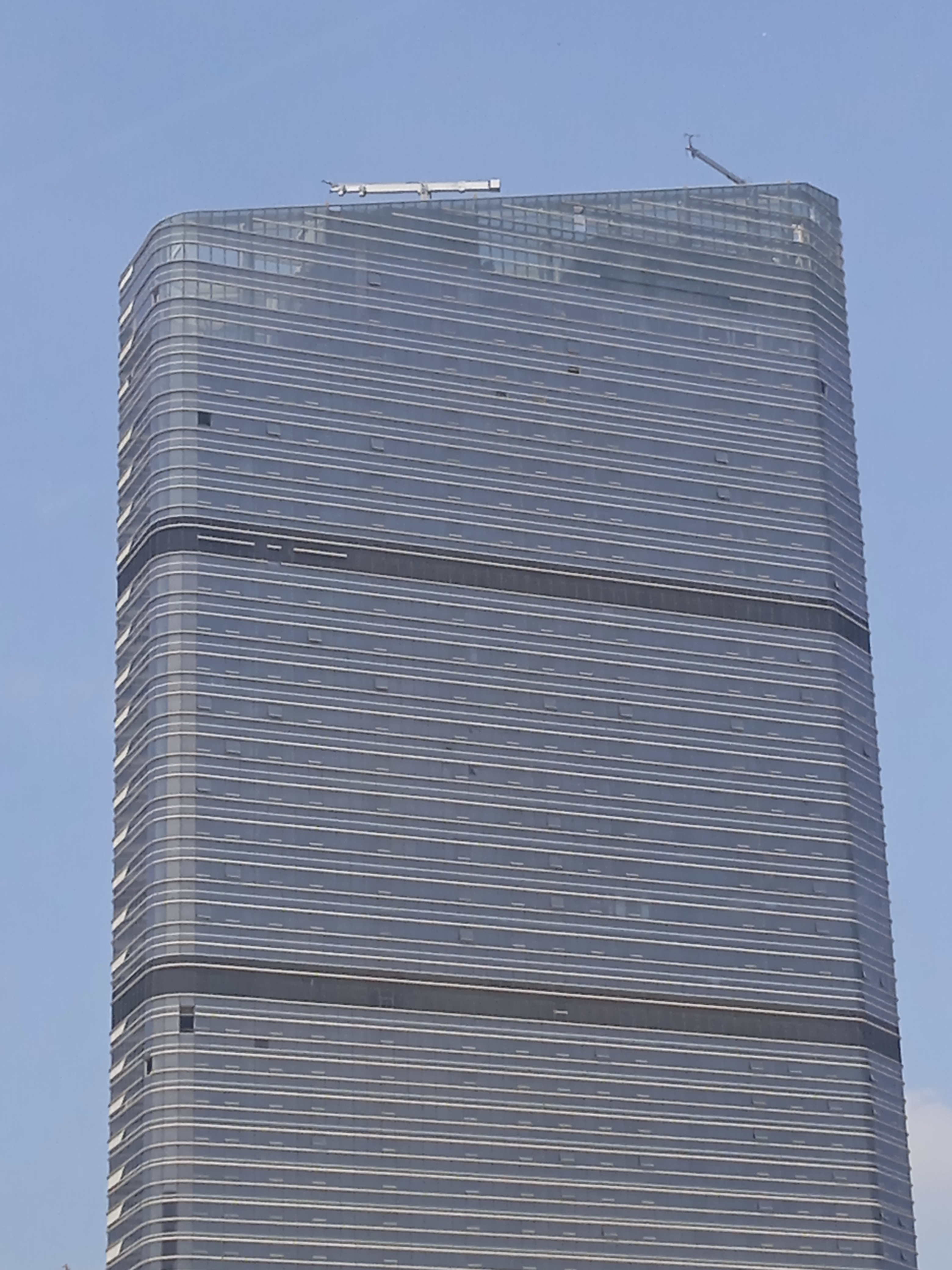
凯达尔枢纽国际广场东塔